# 深海底鉱業暫定措置法
深海底鉱業暫定措置法（しんかいていこうぎょうざんていそちほう） は、深海底鉱物資源を合理的に開発することによつて公共の福祉の増進に寄与するため、深海底鉱業の事業活動の調整等に関し必要な暫定措置を定めた日本の法律である。昭和57年7月16日法律第64号。
この法律において「深海底鉱物資源」とは、銅鉱、マンガン鉱、ニッケル鉱またはコバルト鉱のうちの一種または二種以上の鉱物を含む塊状の鉱石をいう。「深海底鉱業」とは、深海底（公海の海底およびその下（鉱物資源の探査または採鉱に関しいずれの国の管轄権の下にも置かれていない部分に限る。）のうち、深海底鉱物資源が存在し、または存在する可能性がある区域であって経済産業省令で定める区域の海底およびその下をいう。）における探査および採鉱の事業（これに附属する選鉱、製錬その他の事業（附属事業）を含む。）をいう。「探査」とは、深海底鉱物資源の探鉱（専ら深海底鉱物資源の存在状況の概要を調査するためのものであって経済産業省令で定める方法によって行うものを除く。）をすることをいう。「採鉱」とは、深海底鉱物資源の採掘をすること（これと併せて探査を行うことを含む。）をいう。